# Hélène Védrine
Pour les articles homonymes, voir Védrine.
Hélène Védrine, née le 5 juin 1926 à Saint-Étienne et morte à Uzès, dans le Gard, le 23 mars 2019,, est une philosophe française, agrégée de philosophie, professeur émérite de philosophie à l'université Paris I Panthéon Sorbonne.

## Biographie
À l’époque de ses thèses , Hélène Védrine est une spécialiste de la philosophie de la nature de la Renaissance italienne (Bruno, Patrizzi). Par la suite elle oriente ses recherches sur la pensée contemporaine.
Le 8 novembre 2017, vers 1 h du matin, elle est grièvement blessée à la main d'une balle de fusil de chasse dans sa maison de Saint-Siffret, et devra être amputée. Bruno, le mari de sa nièce Pamela, seule héritière de la philosophe, est mis en examen pour tentative d'assassinat le 18 janvier 2018 et immédiatement écroué. La nièce est poursuivie pour « non-dénonciation de crime » et « dissimulation de preuves ». Elle avait été condamnée deux fois en 2017 par le tribunal correctionnel de Nîmes pour abus de faiblesse, et il lui était interdit d'entrer en contact avec sa tante,.

## Ouvrages
- La conception de la nature chez Giordano Bruno, Paris, Vrin, 1967 (2e éd. 1999)
- Les philosophies de la Renaissance, Paris, PUF, 1971
- Machiavel, Paris, Seghers, 1972
- Les philosophies de l’histoire : déclin ou crise?, Paris, Payot, 1974
- Censure et pouvoir : trois procès : Savonarole, Bruno, Galilée, Paris, La Haye, Mouton, 1976 ; 2e éd. Paris, Éditions l'Harmattan, 2001
- Les ruses de la raison ; pouvoir et pouvoirs, Paris, Payot, 1982
- Les grandes conceptions de l’imaginaire, Paris, Le Livre de poche, 1990
- Philosophie et magie à la Renaissance, Paris, Le Livre de poche, 1996
- Patrizzi : de l’espace physique et mathématique, Paris, Vrin, 1996
- Le sujet éclaté, Paris, Le Livre de poche, 2000